# Корольковый вьюрок

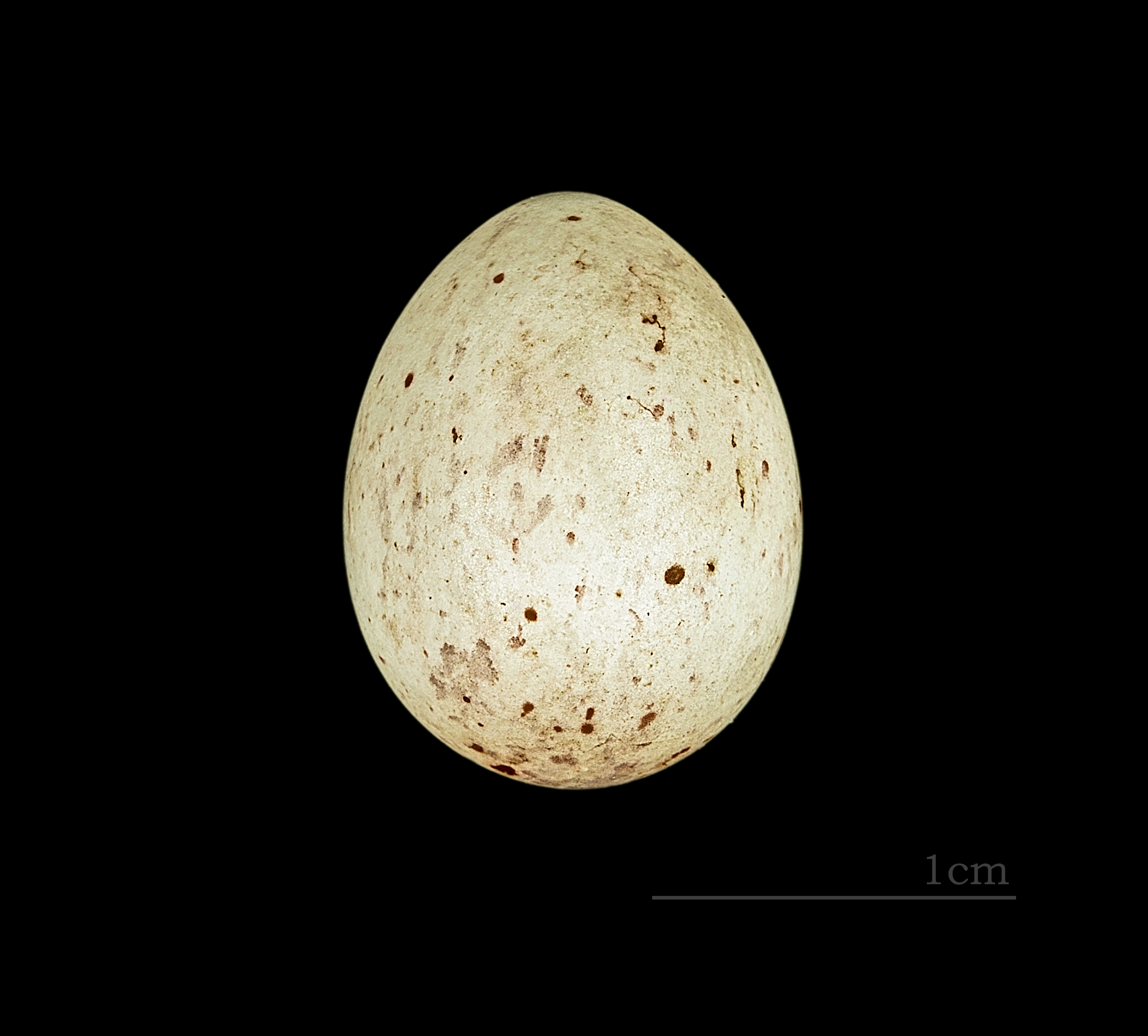
Яйцо Serinus pusillus

Корольковый вьюрок, или красношапочный вьюрок, или королевский вьюрок (лат. Serinus pusillus), — небольшая (11—12 см в длину) птица семейства вьюрковых, обитающая в высокогорных районах.
Гнездовой ареал включает Кавказ и высокогорья Турции, Ирана и Пакистана. Иногда зимой эта птица залетает на восточные греческие острова Эгейского моря, а также встречается в Ладакх (Индия). Вне сезона размножения небольшие стаи корольковых вьюрков кочуют в поиске зарослей чертополоха. Вид часто содержится в неволе, поэтому отдельные «беглецы» встречаются по всей Европе.
Окраска птиц варьирует. Взрослые похожи на очень тёмных чечёток. Грудь тёмная, на лбу красное пятно. У молодых голова буро-коричневая.
Голос похож на голос коноплянки — быстрый и пронзительный «ти-ти-хи-хи-хи-хи-хи».
Корольковый вьюрок может размножаться в неволе. Основным кормом для него будет смесь семян канареечника, проса и других. Птицы любят купаться, если в клетке стоит ванночка с водой.

## Филогения
Этот вид филогенетически представляет единую группу с сирийским канареечным вьюрком, распространённым в Малой Азии и Северной Африке, африканским серошейным канареечным вьюрком и южно-африканским видом Serinus alario